# Mikko Hietanen
Mikko Hietanen (ur. 22 września 1911 w Uusikirkko, zm. 3 lutego 1999 w Laukaa) – fiński lekkoatleta, biegacz długodystansowy, który wystąpił w dwóch kolejnych letnich igrzyskach olimpijskich, zaczynając w 1948.
Hietanen jest najlepiej znany ze zwycięstwa w biegu maratońskim na Mistrzostwach Europy w Lekkoatletyce w Oslo w 1946.

## Osiągnięcia
| Rok  | Impreza        | Miejsce  | Lokata      | Konkurencja | Wynik     |
| ---- | -------------- | -------- | ----------- | ----------- | --------- |
| 1946 | ME             | Oslo     | 1. miejsce  | maraton     | 2:24:55   |
| 1946 | Maraton Pokoju | Koszyce  | 1. miejsce  | maraton     | 2:35:02   |
| 1948 | IO             | Londyn   | —           | maraton     | NU        |
| 1952 | IO             | Helsinki | 17. miejsce | maraton     | 2:34:01.0 |